# 香農·盧瑟福
香農·盧瑟福（Shannon Rutherford），是美國廣播公司懸疑類電視連續劇《迷失》的角色之一，由瑪姬·格蕾斯（Maggie Grace）飾演。

## 人物概述

### 海洋航空第815航班墜機前
香農·盧瑟福，是美國洛杉磯的芭蕾舞指導員，富有家庭的千金大小姐。香農的父親，亞當·盧瑟福死於車禍，車禍另一個傷者，就是傑克·謝潑德未來的妻子薩拉·謝潑德。她的繼母，莎蓮娜·卡萊爾告訴她的父親沒有把遺產留給的香農，因此莎蓮娜獨得亡夫的遺產。香農請求莎蓮娜給她金錢資助，使她可以到紐約的瑪莎·嘉咸舞蹈公司實習，但莎蓮娜拒絕了。她的異父異母哥哥布恩·卡萊爾試圖給她金錢資助，香農認為有損自尊，拒絕他（“遺棄”）。
因莎蓮娜獨吞家財，香農的性格開始變得自私自利。之後幾年，香農在世界各地短暫停留過，包括法國、澳洲和美國。她在法國時當過短時間女僕，她照顧兩名叫蘇菲婭和勞倫的小孩，似乎他們的父親發生感情瓜葛。由於她的繼母完全拒絕給她金錢，給果都是由繼兄布恩支付她的使費，而且頻繁地收買「虐待」香農的男朋友，使其離開她。其實，這不過是騙局，香農串通男友令布恩不斷出錢，支付自己的使費。在澳洲，她又重施故技，將布恩騙到澳洲。然而，香農在澳大利亞的男朋友從她偷取金錢，結果她選擇但去回到布恩處。當香農和布恩乘塔海洋航空第815航班之前一夜，香農誘惑他，和他上床了（“內心與意志”）。
次日，他們登上海洋航空第815航班。另外，布恩希望令澳大利亞當局調查關於香農以前「虐待」她的男朋友，他顯然及時和香農結婚。

## 在島上
來到海島後，香農和其他生還者保持距離，頻繁地表現自私一面，想什麼就要什麼。當布恩安排她發射火箭，她看上去冷漠對待任務的重要性，並且相信自己毫無用處。但是，她的法語知識證明非常有用，在眾人要求下，翻譯了達妮艾爾的遇險信號。
另外，薩伊德找她試圖翻譯達妮艾爾的法文密碼地圖，他們開始發展一段浪漫關係。他們一同步行之後，回到生還者的營地，得到哥哥布恩已死的消息。香農將布恩之死遷怒約翰·洛克。薩伊德拒絕為布恩報仇，甚至阻此她，他們的關係惡化。沃特乘木筏之前，把他的狗文森特交給她保管，從她和雲遜談話來看，可見她的哀情。當薩伊德救回艾倫·李特頓後，他們回復關係。
「其他人」攻擊木筏和綁架沃特之後，香農看到渾身濕透的沃特和她說話。之後，她向其他生還者解釋她看見了什麼，但其他人不相信她。她和薩伊德睡覺時。香農第二次看到沃特出現。醒來的薩伊德不相信她，認為她發了一場惡夢。香農決定搜尋沃特，她得到沃特的衣裳，由雲遜嗅通一次。一人一狗進入密林，薩伊德隨後而來。薩伊德和香農兩人看見了沃特。她追了上去。從海島另外一邊而來的另一隊生還者安娜-露西亞一行人將她弄錯為「其他人」當中一個，槍擊她腹部。結果她命運和她的異父母哥哥一樣。死在薩伊德的臂膊裡（“遺棄”）。最後，她埋在哥哥的旁邊（“凱特做了什麼”）。